# Дяволско блато
Дяволското блато е блато – бивша крайбрежна лагуна, разположено в южната част на българското черноморско крайбрежие, на около 1 km югозападно от град Приморско и южно от най-долното течение на Дяволска река. От брега на Черно море, залива Атлиман го отделя пясъчна коса с ширина от 300 до 500 m, на която е построен бившият Младежки международен център.
Дължината му от югозапад на североизток е около 1,8 km, максималната ширина – до 0,8 km и е с площ около 2,7 km2. Надморската му височина се колебае от 0 до -1 m, дълбочината му е до 3 m, а солеността от 0,1 до 19‰. Южният и югозападният бряг на блатото са стръмни, а северните и северозападните – равнинни, отделени от Дяволска река чрез дига. При високи води се оттича в Дяволска река. Подхранва се от сладководен извор. Обрасло е с блатна растителност. Богато е на риба, поради което е посещавано от много рибари, в него расте и блатното кокиче. Изпитва силно антропогенно влияние. През източната част на блатото по изкуствено изградена дига преминава участък от Републикански път II-99 от Държавната пътна мрежа.